# 立ち腐れる日本
「立ち腐れる日本」(たちくされるにっぽん)は、西部邁と栗本慎一郎の対談本。1991年9月に光文社カッパブックスで刊行。

## 内容
学生運動（全学連）の元闘士でもあり、大学の腐敗に抗議して教授職を棄てた二人が、昭和から平成への移行、冷戦後の世界の変容、バブル経済終焉、といった激動の時代に翻弄され揺れる日本を論じ批判する。
湾岸戦争、都知事選、選挙におけるマドンナ旋風、大学問題、小沢一郎の評価などが、主要な話題。

### 湾岸戦争
柄谷行人が田中康夫等と、「憲法九条擁護」を交えた湾岸戦争参加への反対表明をしたことについて、栗本は「西欧思想を輸入してきた日本の思想家が、西欧思想家たちが沈黙してしまったせいで、自らの根本に戻るか、前に出てしまうかの選択肢が突きつけられ、後者の道を選んでしまったことから生じた悲劇である」と考察。

### 大学問題
明治大学法学部の大量留年事件について、当事者の教員（債権法専攻）が自らの権力誇示のために引き起こしたのではないかとの西部の疑問に対して、栗本は担当教員を擁護、西部も納得した。
栗本は明大を退職した直後であったが、「明大固有の問題もあるが、自分は”日本の大学”を辞めた」のだと語る。
西部も栗本の数年前に、大学に抗議して東京大学を辞めたのだが、「大学の教員などというのは、基本的には社会不適応者であり、若い頃には社会から遮断されて個人の感受性を研ぎ澄ますことによって少々のことができるようになることもあるが、けっきょく不適応者は不適応者ということがそのうち露わになってしまう」と語った。

### 都知事選
当時都知事だった鈴木俊一が高齢にもかかわらず、その地位権力に固執したことを両者とも批判している。栗本は、高齢者は後から続くものに魅力的な老後の生き方の範を示すべきで、西洋では、それがなされていると指摘した。

## 本の構成
- 「男が女を、女が日本を駄目にした」の提起を軸に展開される。

## 反響
後に小谷野敦は、自らのブログで、日本人が劣化したと論じた香山リカの本を取り上げた際に、数ある同種の日本論（福田和也「日本人はなぜかくも幼稚になったのか」等）を列挙して、本書を唯一読んだ本だとした。